# Gmunden (kotar)
Kotar Gmunden (njem. Bezirk Gmunden), je jedan od 190 austrijskih kotara od 99,924 stanovnika.

## Zemljopisne karakteristike
Kotar Gmunden leži na krajnjem jugu Gornje Austrije, administrativni centar je grad Gmunden.
Gmunden sa sjevera graniči s kotarima Vöcklabruck i Wels-Land, na istoku s kotarom Kirchdorf an der Krems, na juga sa štajerskim kotarom Liezen i na zapadu s tri salzburgskim kotarima; St. Johann im Pongau, Hallein i Salzburg-okolica.

## Administrativna podjela kotara
Kotar Gmunden je administrativno podjeljen na 20 općina od kojih 3 ima status grada, 7 ima status trgovišta, a njih 10 su općine;

### Gradovi
- Bad Ischl
- Gmunden
- Laakirchen

### Trgovišta
- Altmünster
- Bad Goisern am Hallstättersee
- Ebensee
- Hallstatt
- Sankt Wolfgang im Salzkammergut
- Scharnstein
- Vorchdorf

### Općine
- Gosau
- Grünau im Almtal
- Gschwandt
- Kirchham
- Obertraun
- Ohlsdorf
- Pinsdorf
- Roitham
- Sankt Konrad
- Traunkirchen

## Vanjske poveznice
- Službena stranica Kotara Gmunden (njem.)